# Springfield Township (comté de Delaware, Pennsylvanie)
Pour les articles homonymes, voir Springfield Township.
Springfield est un township du comté de Delaware en Pennsylvanie, aux États-Unis. 
C'est une banlieue de Philadelphie. Sa population était de 24 211 habitants en 2010.